# Atanasio (prefetto del pretorio)
Atanasio (... – VI secolo) è stato un politico bizantino, prefetto del pretorio sotto Giustiniano.

## Biografia
Fratello del senatore Alessandro e suocero di Leonzio, nel 536 Giustiniano gli affidò un importante missione inviandolo come ambasciatore con Pietro alla corte di Teodato re dei Goti per cercare di convincerlo a cedere l'Italia all'Impero. In un primo momento Teodato, atterrito dalla conquista della Sicilia ad opera del generalissimo romanoBelisario sembrò accettare, in cambio di una pensione annuale; ma una vittoria dei Goti sui Romani in Dalmazia spinse Teodato a cambiare idea, rifiutando di mantenere la parola data agli ambasciatori e arrestandoli. Atanasio e Pietro vennero liberati solo nel 539, quando Belisario si rifiutò agli ambasciatori goti a Costantinopoli di ritornare in Italia, se prima non avessero liberato i due ambasciatori romani.
Una volta liberato, Atanasio ritornò a Costantinopoli, dove venne accolto con grandi onori e inviato di nuovo in Italia, questa volta come prefetto del pretorio d'Italia. È per la prima volta attestato in Italia all'inizio del 540, quando Belisario allontanò lui e altri funzionari di cui non si fidava dall'assedio di Ravenna con un pretesto; aveva evidentemente l'incarico di rifornire gli eserciti. Non è più attestato come prefetto del pretorio da altre fonti, ma presumibilmente detenne tale carica fino a metà 542, quando Giustiniano nominò prefetto del pretorio d'Italia un certo Massimino.
Nella primavera 545 Atanasio venne inviato in Africa come prefetto del pretorio d'Africa insieme al magister militum Areobindo. A differenza di Areobindo, Atanasio fu risparmiato dal dux ribelle Guntari quando si impossessò dell'Africa bizantina come usurpatore, uccidendo il magister militum Areobindo. Secondo Flavio Cresconio Corippo, Atanasio, con la collaborazione di Artabane, pianificò l'assassinio di Guntari, che venne ucciso da Artabane, restituendo così l'Africa all'Impero.
Rimase in carica probabilmente fino al 552, quando fu nominato prefetto d'Africa Paolo; nel corso del suo mandato, fu utile consigliere del magister militum Giovanni Troglita, che, sconfiggendo definitivamente i Mauri, pacificò definitivamente l'Africa (548).